# Керава
Керава (фин. Kerava, швед. Kervo) — город и муниципалитет в южной Финляндии, регион Уусимаа. Население муниципалитета — 38 211 человек на 2023 год, занимаемая площадь — 30,86 км², из них 0,11 км² — водная поверхность. Официальные языки – финский, шведский

## Галерея
- Станция Керава
- Центр Керавы
- Городская библиотека на площади «Paasikivenaukio»
- Улица «Sibeliuksentie» в центре Керавы
- Панорама Керавы
- Карта Керавы
- Декорации в честь 90-летия города
- Декорации в честь 90-летия города

## Известные уроженцы и жители
- Сирен, Микко (род. 1975) — финский музыкант, барабанщик челло-метал группы Apocalyptica
- Вуоринен, Эрно (род. 1978) — гитарист группы Nightwish, проживает в Керава
- Сеппяля, Ханна-Мария (род. 1984) — финская спортсменка, пловец вольным стилем
- Райтала, Юкка (род. 1988) — финский футболист
- Мякиля, Саша - финский дирижёр
- Рунакари, Туомас - финский музыкант, автор и исполнитель альбома «Shamanviolin», с 2012 участник группы Korpiklaani